# Dariusz Starko
Dariusz Piotr Starko (ur. w 1956 w Warszawie) – polski działacz opozycji antykomunistycznej w czasach PRL, działacz NSZZ Solidarność. Represjonowany z powodów politycznych w okresie PRL. Wieloletni dekorator w kościele św. Stanisława Kostki, przewodnik w Muzeum Ks. Popiełuszki. Niezależny autor, fotograf i wydawca.

## Życiorys
Dariusz Starko urodził się w 1956 roku w Warszawie. W kwietniu 1976 roku został zatrudniony w Państwowym Przedsiębiorstwie Geodezyjno-Kartograficznym. W czerwcu 1976 roku uczestniczył w blokowaniu torów kolejowych na terenie podwarszawskiej miejscowości. Podczas odbywania zasadniczej służby wojskowej w latach 1977–1979, był przesłuchiwany przez WSW w związku z podejrzeniem „wykonywania działań na szkodę LWP i PRL”. Od września 1980 roku należy do NSZZ „Solidarność”, uczestnicząc w zakładaniu zakładowych struktur związkowych, będąc przeciwnikiem zapisywania do związku członków PZPR i ZMS. W czasie rozpoczęcia stanu wojennego, działając w strukturach podziemnych (w zmilitaryzowanym przedsiębiorstwie) uczestniczył m.in. w plakatowaniu Śródmieścia Warszawy oraz w strajku w dniu 14 grudnia 1981 roku. W podziemnej „Solidarności” uczestniczył m.in. w kolportażu wydawnictw bezdebitowych, materiałów drukowanych, pomocy represjonowanym. Został zaangażowany do specjalnych działań przez proboszcza parafii św. Stanisława Kostki ks. Teofila Boguckiego. Wykonywał samodzielnie i rozprowadzał m.in. ulotki informujące o Mszach za Ojczyznę w kościele św. Stanisława Kostki w Warszawie.
Wykonywał projekty i dekoracje m.in. do Mszy za Ojczyznę, Grobów Pańskich m.in. w kościele św. Stanisława Kostki. Uczestniczył w pracach pierwszego Muzeum Ks. Popiełuszki założonego przez ks. Teofila Boguckiego w 1984 roku. Wymieniony został w książce „Służby przy grobie ks. Jerzego 1984–2010” pośród najbardziej znanych artystów scen polskich, uczestniczących w czasie posługi i po śmierci ks. Jerzego Popiełuszki.
W grudniu 2019 roku „za zasługi w działalności na rzecz niepodległości i suwerenności Polski oraz respektowania praw człowieka w PRL” odznaczony został Krzyżem „Wolności i Solidarności”. W grudniu 2021 roku został wyróżniony tytułem „Zasłużony dla Kultury Polskiej”. W styczniu 2025 roku prezydent RP Andrzej Duda nadał mu Krzyż Kawalerski Orderu Odrodzenia Polski. Po śmierci ks. Jerzego Popiełuszko, od matki zamordowanego otrzymał pamiątkę po kapłanie w postaci relikwii II stopnia. Otrzymał również relikwie III stopnia od rodzin ostatnich Żołnierzy Wyklętych: sierż. Józefa Franczaka i chor. Antoniego Dołęgi. W 2010 roku brał udział w odkopaniu ciała, wyjęciu i zabezpieczeniu trumny, w której spoczywał przez 26 lat ks. Jerzy Popiełuszko.
Uczestniczył w pracach poszukiwawczych na wojskowym cmentarzu powązkowskim na „Łączce”, w grupie IPN prof. Krzysztofa Szwagrzyka.
W ramach wykonywanej twórczości odwiedził ponad 2500 polskich i europejskich miejscowości, dokumentując je w obszernym, unikatowym, pięciotomowym wydawnictwie. Jest inicjatorem wielu działań społecznych, strażnikiem dziedzictwa i pamięci ks. Jerzego Popiełuszki, ks. Teofila Boguckiego oraz strażnikiem grobów obu kapłanów. Jest również opiekunem Miejsc Pamięci Narodowej, między innymi grobami i pamięcią o Żołnierzach Wyklętych. Wszystkie prace twórcze wykonuje pro publico bono.

## Odznaczenia i wyróżnienia
- Krzyż Kawalerski Orderu Odrodzenia Polski[1]
- Krzyż Wolności i Solidarności[24]
- Brązowy Krzyż Zasługi[23]
- Medal Stulecia Odzyskanej Niepodległości[25]
- Brązowy Medal „Za zasługi dla obronności kraju”[26]
- Medal Komisji Edukacji Narodowej[27]
- Medal „Opiekun Miejsc Pamięci Narodowej”[28]
- Medal „Pro Patria”[29]
- Złoty Medal Reipublicae Memoriae Meritum[30]
- Odznaka honorowa „Działacza opozycji antykomunistycznej lub osoby represjonowanej z powodów politycznych” (2019)[31]
- Odznaka honorowa „Zasłużony dla Kultury Polskiej” (2021)[11]
- Krzyż „Pamięci Żołnierzy Niezłomnych – Wyklętych 1944–1963” (2023)[32]
- Złoty Order Prymasowski „Zasłużonemu w posłudze dla Kościoła i Narodu” (2009)[33]
- Medal Błogosławionego ks. Jerzego Popiełuszki (2019)[34]
- Medal za Promocję Kultu Bł. Ks. Popiełuszki – „Zasłużonemu dla Arch. Warszawskiej” (2013)[35]
- Srebrny Medal i Dyplom „Za wsparcie budowy Domu Pielgrzyma im. Ks. J. Popiełuszki” (2000)[36]
- Srebrna Odznaka i Dyplom „Za wierną służbę przy Grobie Sługi Bożego Ks. Popiełuszki” (2004)[37]
- Medal 40-lecia NSZZ „Solidarność” Regionu Mazowsze[38]

## Publikacje
- Dokąd zmierzasz zbłąkany ludu Europy t. I wyd. własne 2011[18]
- Dokąd zmierzasz zbłąkany ludu Europy t. II wyd. własne 2014[19]
- Dokąd zmierzasz zbłąkany ludu Europy t. III wyd. własne 2018[20]
- Dokąd zmierzasz zbłąkany ludu Europy t. IV wyd. własne 2020[21]
- Dokąd zmierzasz zbłąkany ludu Europy t. V wyd. własne 2023[22]
- Kościół Św. Stanisława Kostki – Diec. Sanktuarium Bł. Ks. Jerzego Popiełuszki, wyd. własne 2011[39]
- Ukochanej, niezwyciężonej Warszawie – Chwała Bohaterom, wyd. własne 2014[40]
- Żłóbki i Groby Pańskie w kościele Św. Stanisława Kostki, wyd. własne 2016[41]
- Muzeum Ks. Jerzego Popiełuszki w Warszawie, wyd. własne 2020[42]
- Przyjmij Panie (wiersze), wyd. własne 2020[43]
- Ojcze Nasz (Żołnierzom Niezłomnym – Wyklętym) wyd. własne 2021[44]
- Cm. Komunalny Wólka Węglowa – funkcjonariusze i żołnierze LWP PRL, wyd. własne 2023[45]
- Cm. Komunalny Wojskowy Powązki – funkcjonariusze i żołnierze LWP PRL, wyd. własne 2023[46]
- Cm. Komunalny Wojskowy Powązki II – funkcjonariusze i żołnierze LWP PRL, wyd. własne 2023[47]
- Czerwona Książka – komuniści, funkcjonariusze PRL, żołnierze LWP PRL, wyd. własne 2024[48]
- Generałowie LWP i funkcjonariusze PRL, wyd. własne 2025[49]
- 174 artykuły m.in. dla prasy ogólnopolskiej, lokalnej i katolickiej[50][51].

## Wystawy i płyty pamiątkowe
- Europo zachowaj korzenie – zdjęcia europejskiego dziedzictwa – cykl wystaw[52]
- Na 450 – rocznicę urodzin Św. Stanisława Kostki – wystawa[53]
- Na 25 – rocznicę pobytu Jana Pawła II przy grobie Ks. Jerzego Popiełuszki – wystawa[54]
- Płyta pamiątkowa „W 5 – rocznicę Tragedii Smoleńskiej”[55]
- Płyta pamiątkowa dla Ambasady Węgier „O wstawiennictwo Ks. Popiełuszki za narodem węgierskim”[56]

## Obrazy
- Droga na Wschód[57]
- Katyński las – idą w blasku złota[57]
- Biegnę do Ciebie z ufnością – chor. Antoniemu Dołędze[57]
- Sierż. Józefowi Franczakowi[57]
- Łączka – Z ziemi wyszliście do ziemi wrócicie[57]
- Bestie[57]
- Narodowe chochoły[57]
- Grochowski bruk[57]
- Pomordowanym i cierpiącym[57]